# Maianthemum flexuosum
Maianthemum flexuosum är en sparrisväxtart som först beskrevs av Antonio Bertoloni, och fick sitt nu gällande namn av Lafrankie. Maianthemum flexuosum ingår i släktet ekorrbärssläktet, och familjen sparrisväxter. Inga underarter finns listade i Catalogue of Life.